# Quận Lewis và Clark, Montana
Quận Lewis và Clark là một quận thuộc tiểu bang Montana, Hoa Kỳ. Quận lỵ đóng ở Helena. Quận được đặt tên theo. Dân số theo điều tra năm 2000 của Cục điều tra dân số Hoa Kỳ là 55716 người.

## Địa lý
Theo Cục điều tra dân số Hoa Kỳ, quận này có diện tích 9060 km2, trong đó có 96 km2 là diện tích mặt nước.

## Thông tin nhân khẩu
Tính đến 2 năm 2000, quận này đã có dân số 55.716 người, 22.850 hộ gia đình và 14.966 gia đình sống trong quận hạt. Mật độ dân số là 16 người trên một dặm vuông (6/km ²). Có 25.672 đơn vị nhà ở với mật độ trung bình 7 trên một dặm vuông (3/km ²). Thành phần chủng tộc của cư dân sinh sống trong quận gồm 95,21% da trắng, 0,20% da đen hay Mỹ gốc Phi, 2,04% người Mỹ bản xứ, 0,52% người Mỹ gốc Á, 0,05% người Mỹ gốc đảo Thái Bình Dương, 0,38% từ các chủng tộc khác và 1,61% từ hai hoặc nhiều chủng tộc. 1,51% dân số là người Hispanic hay Latino thuộc một chủng tộc nào. 22,6% là người gốc Đức, Ailen 15,5%, 10,9% tiếng Anh, Na Uy 9,5% và 6,1% người Mỹ gốc theo điều tra dân số năm 2000.
Có 22.850 hộ, trong đó 32,20% có trẻ em dưới 18 tuổi sống chung với họ, 52,40% là đôi vợ chồng sống với nhau, 9,20% có một chủ hộ nữ và không có chồng và 34,50% là không lập gia đình. 29,10% hộ gia đình đã được tạo ra từ các cá nhân và 8,90% có người sống một mình65 tuổi hoặc cao hơn. Cỡ hộ trung bình là 2,38 và cỡ gia đình trung bình là 2,95.
Trong dân số quận đã được trải ra với 25,60% dưới độ tuổi 18, 8,50% 18-24, 27,90% 25-44, 26,20% từ 45 đến 64 và 11,70% từ 65 tuổi trở lên. Độ tuổi trung bình là 38 năm. Đối với mỗi 100 nữ có 96,50 nam giới. Đối với mỗi 100 nữ 18 tuổi trở lên, đã có 94,00 nam giới.
Thu nhập trung bình cho một hộ gia đình trong quận đạt mức USD 37.360 và thu nhập trung bình cho một gia đình là USD 46.766. Phái nam có thu nhập trung bình USD 33.515 so với 23.961 USD đối với phái nữ. Thu nhập bình quân đầu người là 18.763 USD. Có 7,30% gia đình và 10,90% dân số sống dưới mức nghèo khổ, bao gồm 12,60% những người dưới 18 tuổi và 6,50% của những người 65 tuổi hoặc cao hơn.